# یخبندان وورم

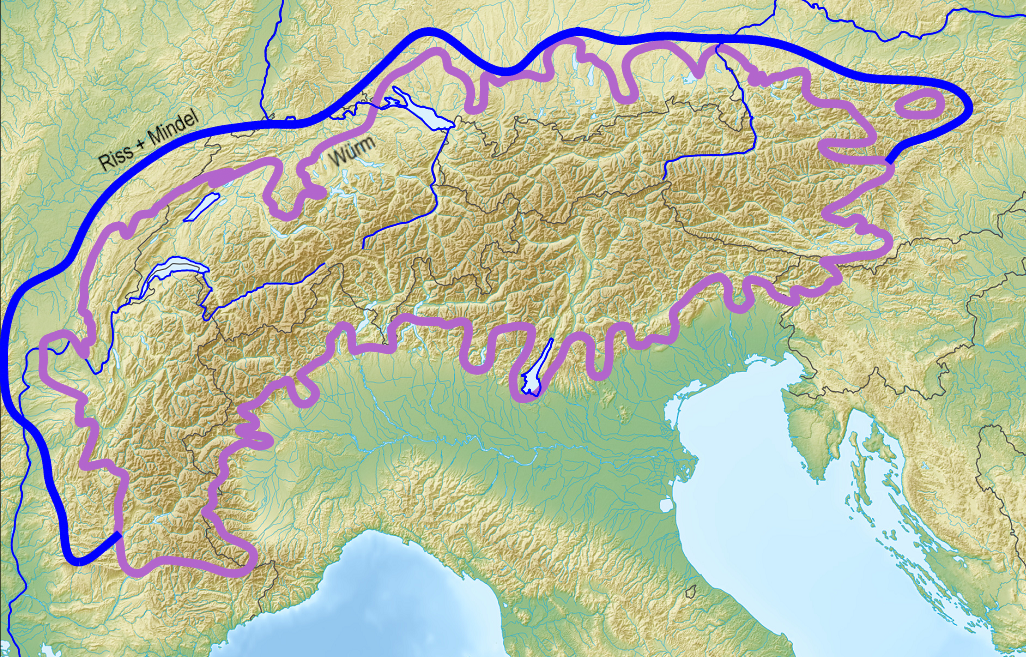
گستره یخسارهای آلپی در دوره یخچالی وورم. خط آبی گسترش دوره‌های یخچالی پیشین را نشان می‌دهد.

یخبندان وورم یا دوره یخچالی وورم (آلمانی: Würm-Kaltzeit) نامی است که به آخرین عصر یخبندان در منطقه آلپ گفته می‌شود. این دوره جوان‌ترین دوره بزرگ یخگیری در آلپ است که گستره آن وسعتی بیش از منطقه آلپ را در بر گرفت. عصرهای بخبندان در پلیستوسن نام خود را از یک رودخانه گرفته‌اند، نام یخبندان وورم نیز از نام رود وورم در بایرن گرفته شده که از شاخه‌های رود آمپر است. سن دوره یخچالی وورم را می‌توان بین ۱۱۵۰۰۰ تا ۱۰۰۰۰ سال پیش تعیین نمود. تفاوت در تعیین سن مربوط به انطباق یا عدم انطباق طول دوره گذر بین دوره‌های یخچالی و میان‌یخچالی (دوره‌های گرم‌تر) با یکی از این دوره‌هاست. میانگین سالانه دما طی دوره یخچالی وورم در پیش‌بوم آلپ حدود ۳- درجه سلسیوس بوده است (میانگین دمای امروزی این منطقه ۷+ درجه است). این کاهش دما باعث تغییراتی در پوشش گیاهی مانند تغییر رخساره درختان شد.